# Béal Deirg
Béal Deirg (Engels: Belderrig) is een plaats in het Ierse graafschap Mayo. De plaats bevindt zich in de Gaeltacht.